# 25 Hydrae
25 Hydrae är en orange jätte i Vattenormens stjärnbild.
25 Hydrae har visuell magnitud +7,08 och kräver fältkikare för att kunna observeras. Den befinner sig på ett avstånd av ungefär 530 ljusår.